# 44ª Brigata artiglieria "Atamano Danylo Apostol"
La 44ª Brigata autonoma artiglieria "Atamano Danylo Apostol" (in ucraino 44-та окрема артилерійська бригада імені гетьмана Данила Апостола?, 44-ta okrema artylerijs'ka bryhada imeni Het'mana Danyla Apostola, unità militare A3215) è un'unità di artiglieria delle Forze terrestri ucraine, subordinata al Comando operativo "Ovest" e con base a Ternopil'.

## Storia

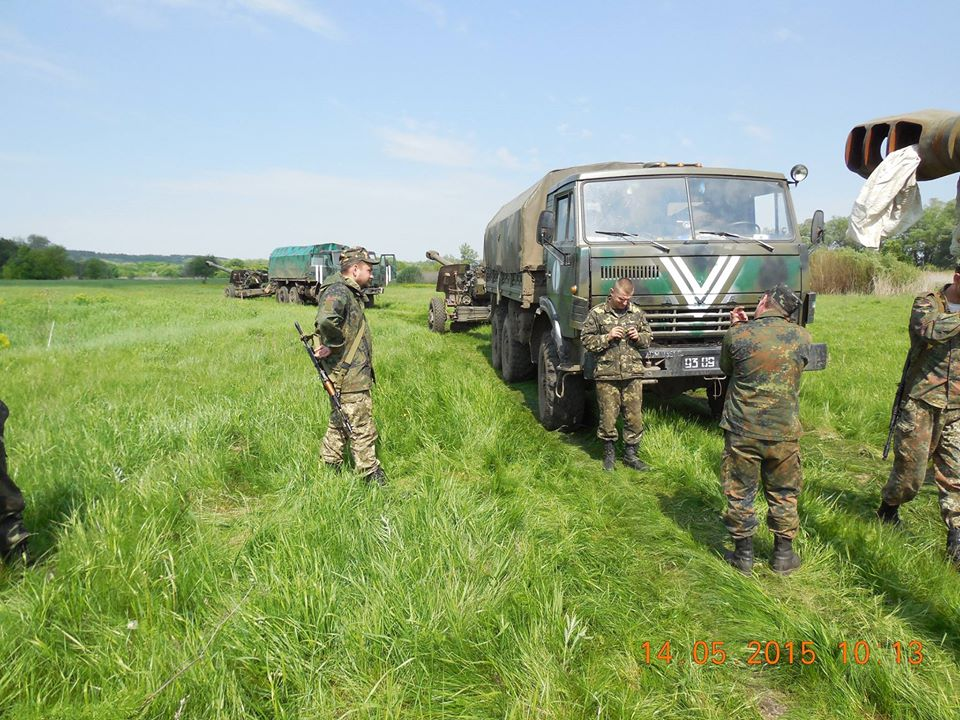
Unità del 3º Battaglione durante un'operazione nella regione di Luhans'k, maggio 2015.

La 44ª Brigata venne costituita in risposta all'occupazione russa della Crimea, il 9 settembre 2014  nella base militare di Javoriv. Il 15 ottobre l'unità completò l'addestramento e venne inviata in Donbass, dove il 1º Battaglione prese parte alla battaglia di Debal'ceve. L'unità rimase in zona di combattimento anche nel 2015, svolgendo diverse missioni per contrastare le forze separatiste filorusse. Nello stesso periodo è stato assegnato alla brigata anche il 7º Battaglione fanteria motorizzata "Chmel'nyc'kyj", ex battaglione di difesa territoriale, che venne sciolto nel 2016, per diventare un battaglione di protezione della brigata. Nel maggio 2016 i soldati della banda della 44ª Brigata hanno suonato l'inno nazionale ucraino in una miniera di sale a 300 metri di profondità, stabilendo un record mondiale.
Il 5 dicembre 2020 l'unità è stata ufficialmente dedicata all'atamano dei cosacchi zaporoghi Danylo Apostol. Il 2 febbraio 2021 è stato approvato il nuovo stemma dal comandante della brigata.
Allo scoppio dell'invasione russa dell'Ucraina del 2022 la brigata ha preso parte alla battaglia di Kiev, supportando in particolare la 72ª Brigata meccanizzata nella difesa della capitale. In seguito al ritiro delle forze russe dall'Ucraina settentrionale ha combattuto principalmente nella regione di Zaporižžja. Il 3 novembre 2022 è stata insignita dal presidente ucraino Volodymyr Zelens'kyj dell'onorificenza "Per il Valore e il Coraggio". Nel mese di dicembre è stata trasferita in Donbass, in particolare per supportare le forze ucraine nella difesa di Bachmut. In primavera l'unità è tornata attiva sul fronte di Zaporižžja. Qui ha supportato la controffensiva ucraina nell'estate del 2023.

## Struttura
- Comando di brigata[16]
- 1º Battaglione artiglieria (2A65 Msta-B)
- 2º Battaglione artiglieria (2A36 Giatsint-B)
- 3º Battaglione artiglieria (2A36 Giatsint-B)
- 150º Battaglione artiglieria controcarro (MT-12 Rapira)
- Battaglione acquisizione obiettivi
- 7º Battaglione di protezione
- Compagnia genio
- Compagnia manutenzione
- Compagnia logistica
- Compagnia comunicazioni
- Compagnia radar
- Compagnia medica
- Plotone difesa NBC

## Simboli
Lo stemma della brigata presenta due cannoni dorati incrociati su fondo rosso, elementi e colori che indicano l'appartenenza dell'unità alle forze missilistiche e di artiglieria dell'Ucraina. Al di sotto si trova una croce patriarcale d'argento divisa in due nella parte inferiore, principale elemento araldico dello stemma dell'atamano Danylo Apostol a cui la brigata è intitolata. Il bordo nero dello scudo simboleggia la terra.

## Comandanti
- Colonnello Oleh Lisovyj (2014)
- Colonnello Serhij Baranov (2015-2020)
- Colonnello Roman Dudčenko (2020-in carica)